# Edwin Gyimah
Edwin Gyimah (Sekondi-Takoradi, 9 maart 1991) is een Ghanees voetballer die bij voorkeur als verdedigende middenvelder speelt. In 2014 verruilde hij Supersport United voor Mpumalanga Black Aces. Hij debuteerde in 2012 in het Ghanees voetbalelftal.

## Interlandcarrière
Op 15 augustus 2012 debuteerde Gyimah in het Ghanees voetbalelftal. In een vriendschappelijke wedstrijd tegen China viel hij acht minuten voor tijd in voor Derek Boateng.

### Gespeelde interlands
| Interlands van Edwin Gyimah voor Ghana | Interlands van Edwin Gyimah voor Ghana | Interlands van Edwin Gyimah voor Ghana | Interlands van Edwin Gyimah voor Ghana | Interlands van Edwin Gyimah voor Ghana | Interlands van Edwin Gyimah voor Ghana |
| №                                      | Datum                                  | Wedstrijd                              | Uitslag                                | Competitie                             | Goals                                  |
| Als speler van Supersport United       | Als speler van Supersport United       | Als speler van Supersport United       | Als speler van Supersport United       | Als speler van Supersport United       | Als speler van Supersport United       |
| -------------------------------------- | -------------------------------------- | -------------------------------------- | -------------------------------------- | -------------------------------------- | -------------------------------------- |
| 1                                      | 15 augustus 2012                       | China – Ghana                          | 1 – 1                                  | Vriendschappelijk                      |                                        |
| Als speler van Mpumalanga Black Aces   |                                        |                                        |                                        |                                        |                                        |
| 2                                      | 10 september 2014                      | Togo – Ghana                           | 2 – 3                                  | Afrika Cup 2015 (kwalificatie)         |                                        |
| 3                                      | 15 oktober 2014                        | Ghana – Guinee                         | 3 – 1                                  | Afrika Cup 2015 (kwalificatie)         |                                        |
| 4                                      | 19 november 2014                       | Ghana – Togo                           | 3 – 1                                  | Afrika Cup 2015 (kwalificatie)         |                                        |
| 5                                      | 31 maart 2015                          | Ghana – Mali                           | 1 – 1                                  | Vriendschappelijk                      |                                        |

Bijgewerkt op 28 mei 2015.

## Erelijst
Supersport United
- Nedbank Cup

2011/12